# Blodspengar (TV-serie)
Blodspengar är en brittisk dramaserie i sex avsnitt från 1981. Den visades i SVT2 mellan den 22 september och den 27 oktober 1982.
Rupert Fitzcharles, son till en högt uppsatt amerikansk ämbetsman, kidnappas av en grupp terrorister. Kapten Aubrey Percival får i uppgift att leda utredningen och frita sonen. 

## Rollista
- Michael Denison – Captain Aubrey Percival
- Bernard Hepton – Det. Chief Supt. Meadows
- Juliet Hammond-Hill – Irene Kohl
- Gary Whelan – Danny Connors
- Stephen Yardley – James Drew
- Cavan Kendall – Charles Vivian
- Daniel Hill – Insp. Clark
- Anna Mottram – WPC Barratt
- Reg Woods – Det. Sgt. Summers
- Jack McKenzie – Det. Insp. Perry
- Dean Harris – Sgt. Danny Quirk
- Grant Warnock – Viscount Rupert Fitzcharles